# Rugby Africa Bronze Cup 2018
La Rugby Africa Bronze Cup del 2018 fue la segunda edición después de la reorganización la Africa Cup.
Los partidos se llevaron a cabo en el Nduom Sports Stadium de Elmina, Ghana. El equipo local, hizo su debut en un torneo de primera división africana y obtuvo el torneo al ganarle la semifinal a Ruanda y la final a las islas Mauricio.

## Equipos participantes
- Selección de rugby de Ghana
- Selección de rugby de Lesoto
- Selección de rugby de Mauricio
- Selección de rugby de Ruanda

## Play off
|  | Semifinales | Semifinales |    |        | Final        | Final      |  |
|  | 5 de julio  | 5 de julio  |    |        | 8 de julio   | 8 de julio |  |
|  |             |             |    |        |              |            |  |
|  |             |             |    |        |              |            |  |
|  | Ghana       | 57          |    |        |              |            |  |
|  | Ruanda      | 0           |    |        |              |            |  |
|  |             |             |    |        |              |            |  |
|  |             |             |    |        |              |            |  |
|  |             |             |    |        | Ghana        | 23         |  |
|  |             | Mauricio    | 17 |        |              |            |  |
|  |             |             |    |        |              |            |  |
|  |             |             |    |        |              |            |  |
|  |             |             |    |        | Tercer lugar |            |  |
|  |             |             |    |        |              |            |  |
|  | Mauricio    | 49          |    | Ruanda | 32           |            |  |
|  | Lesoto      | 16          |    |        | Lesoto       | 22         |  |

## Semifinales
| 9 de mayo | Ghana | 57 - 0  | Ruanda |                          |                          |
|           |       | Reporte |        | Árbitro(s): Saudah Adiru | Árbitro(s): Saudah Adiru |

| 9 de mayo 14:00 | Mauricio | 49 - 16 | Lesoto |                          |                          |
|                 |          | Reporte |        | Árbitro(s): Victor Oduor | Árbitro(s): Victor Oduor |

## Tercer puesto
| 12 de mayo 13:00 | Ruanda | 32 - 22 | Lesoto |                             |                             |
|                  |        | Reporte |        | Árbitro(s): Precious Pazani | Árbitro(s): Precious Pazani |

## Final
| 12 de mayo 15:30 | Ghana | 23 - 17 | Mauricio |                              |                              |
|                  |       | Reporte |          | Árbitro(s): Nicardo Piennaar | Árbitro(s): Nicardo Piennaar |

| Bandera de Ghana            |
| Campeón de Bronze Cup Ghana |
| Primer título               |